# 日之影町立日之影中学校
日之影町立日之影中学校（ひのかげちょうりつ ひのかげちゅうがっこう）は、宮崎県西臼杵郡日之影町大字岩井川にある公立の中学校。

## 概要
歴史
1947年（昭和22年）の学制改革で、当時の西臼杵郡2村（岩井川・七折）学校組合の運営による新制中学校として創立。現校名となったのは1956年（昭和31年）。2022年（令和4年）には創立75周年を迎えた。
校章
「中」の文字を図案化したものを背景にして、中央に校名の頭文字である「日」を図案化したものを配している。
校歌
1953年（昭和28年）制定。作詞は小島政一郎、作曲は権藤円立による。歌詞は3番まであり、1番の歌詞中に校名の「日之影」が登場する。　
通学区域
日之影町全域。小学校区は以下の通り。
- 日之影町立日之影小学校
- 日之影町立高巣野小学校
- 日之影町立宮水小学校

## 沿革

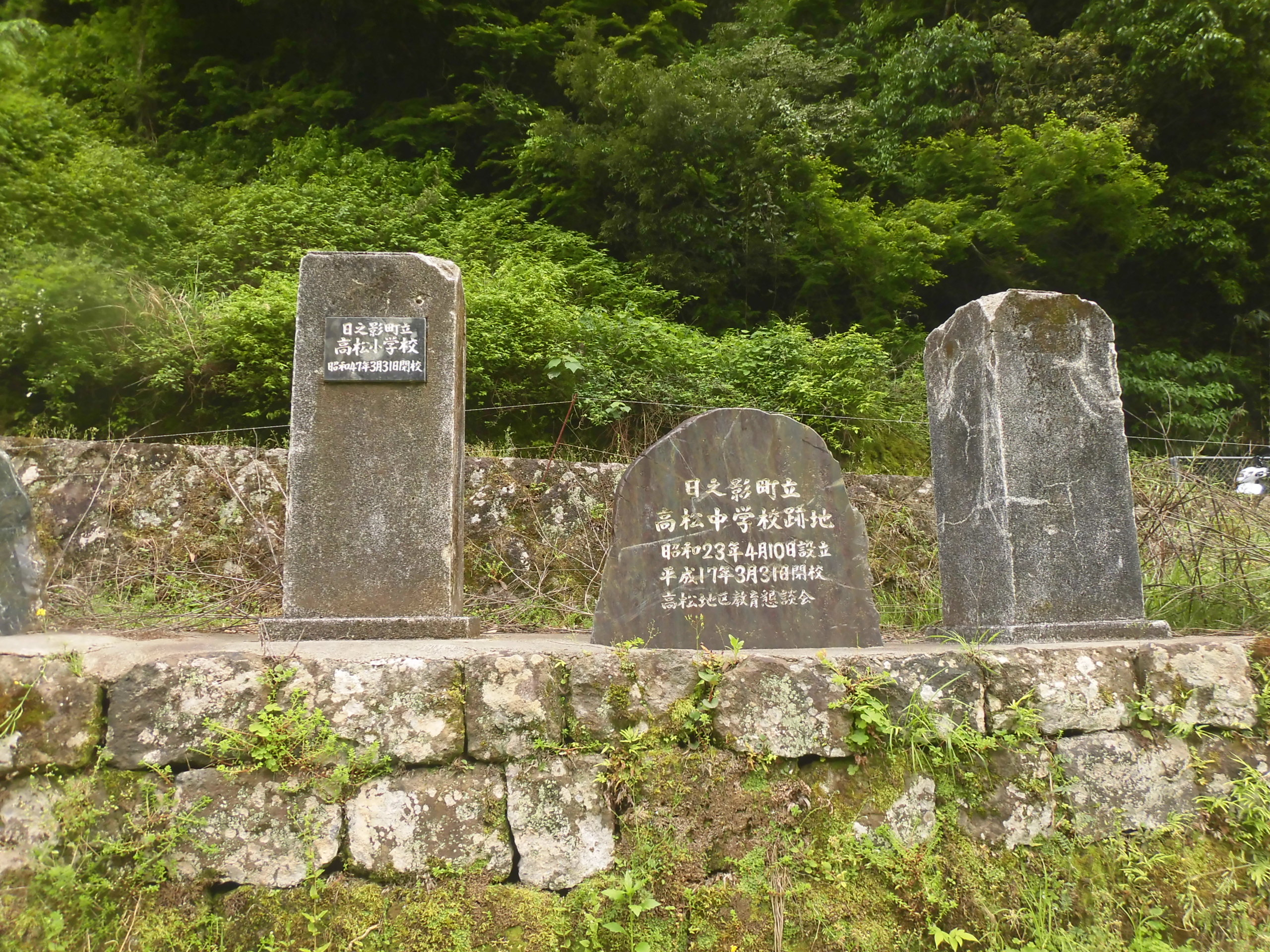
旧・高松中学校門柱

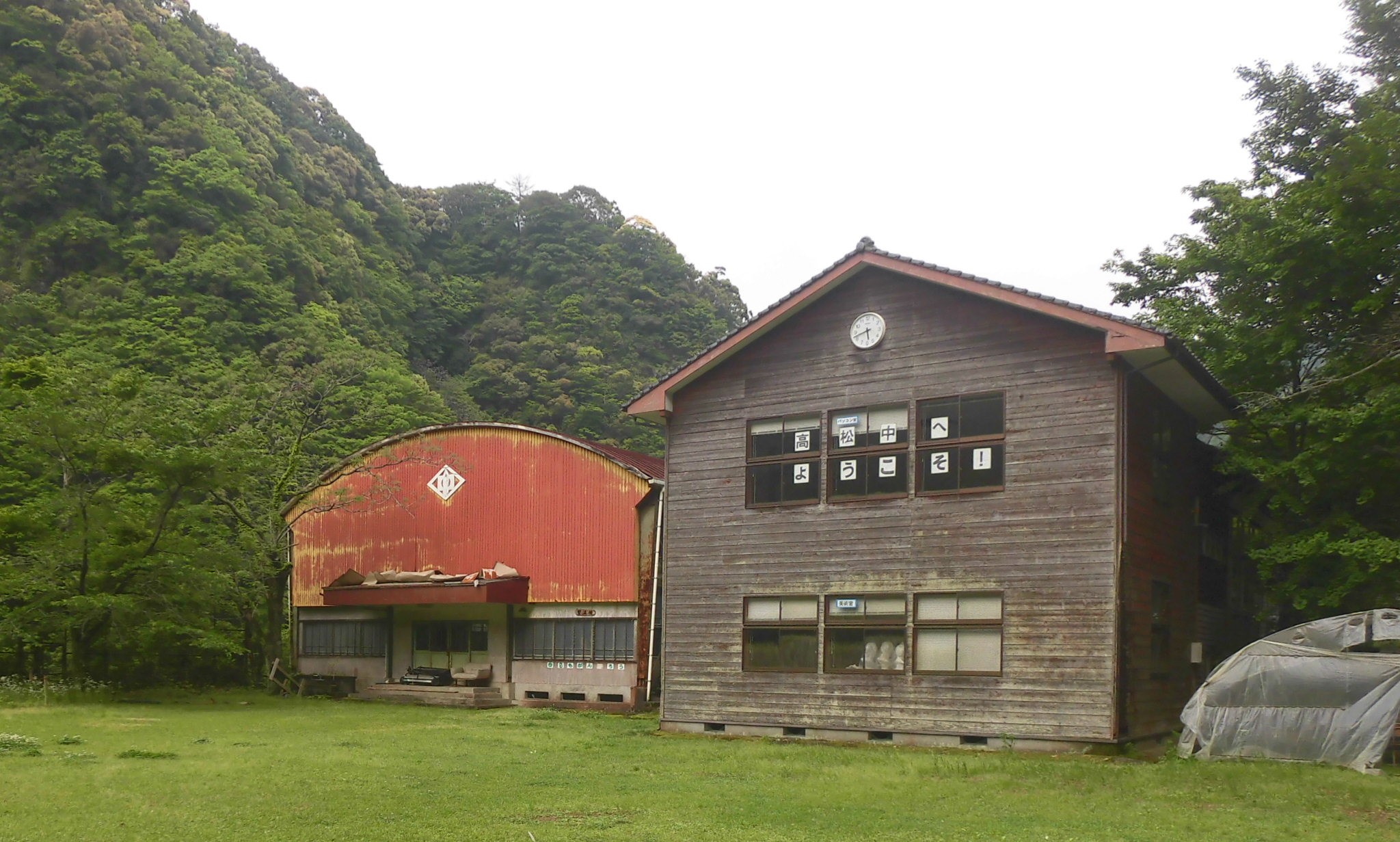
旧・高松中学校校舎

- 1947年（昭和22年）
  - 4月30日 - 学制改革（六・三制の実施）により、「岩井川村七折村組合立 日之影中学校」が創立。
  - 5月8日 - 岩井川村立岩井川小学校に併設する形で開校。大菅分校及び宮水分教場を設置。
- 1948年（昭和23年）
  - 4月 - 宮崎県立高千穂高等学校定時制日之影分校（農業科・家庭科）が併置される[2]。
  - 10月31日 - 中学校分校および分教場を廃止。
- 1949年（昭和24年）2月15日 - 大字岩井川3319番地に敷地が決定。
- 1951年（昭和26年）
  - 1月1日 - 日の影町発足により、「日の影町立日之影中学校」に改称。
  - 4月1日 - 校舎を移転。
- 1953年（昭和28年）3月1日 - 校歌を制定。
- 1956年（昭和31年）9月30日 - 町名改称に伴い、「日之影町立日之影中学校」（現校名）に改称（日の影町が日之影町に）。
- 1967年（昭和42年）1月14日 - 完全給食を実施。
- 1970年（昭和45年）4月30日 - 学校林を植樹。
- 1972年（昭和47年）4月1日 - 日之影町立仲組中学校を統合。
- 1988年（昭和63年）6月26日 - 現在地の造成起工式を挙行。
- 1989年（平成元年）7月11日 - 新校舎起工式を挙行。
- 1990年（平成2年）
  - 3月24日 - 新校舎落成式。
  - 5月11日 - 準へき地校に認定（4月1日にさかのぼり施行）
- 1991年（平成3年）4月1日 - 日之影町立見立中学校を統合。
- 1997年（平成9年）11月30日 - 創立50周年記念式典を挙行。
- 2005年（平成17年）4月1日 - 日之影町立高松中学校を統合。
- 2006年（平成18年）4月1日 - 日之影町立鹿川中学校を統合。
- 2007年（平成19年）4月1日 - 日之影町立八戸中学校を統合。
- 2008年（平成20年）5月5日 - 全普通学級に冷暖房機を設置。
- 2012年（平成24年）3月 - 風力発電機を設置。風力・太陽光発電による夜間照明を設置。
- 2013年（平成25年）3月 - 風力・太陽光発電による夜間照明を設置。
- 2015年（平成27年）3月 - 太陽光発電システムを設置。
- 2024年（令和6年）3月 - 大規模改造工事が完了。

旧・仲組中学校（なかぐみ）
- 1947年（昭和22年）5月 - 学制改革（六・三制の実施）により、新制中学校「岩戸村立見立中学校 仲組分校」が創立。岩戸村立仲組小学校[3]に併設される。
- 1956年（昭和31年）10月1日 - 岩戸村の見立地区が日之影町に編入され、「日之影町立見立中学校 仲組分校」に改称。
- 1957年（昭和32年）- 見立鉱山の操業再開により生徒数が増加したため、校舎を増改築。
- 1965年（昭和40年）4月1日 - 見立中学校から分離の上、「日之影町立仲組中学校」（最終名）として独立。
- 1972年（昭和47年）3月31日 - 日之影町立日之影中学校への統合により、閉校。25年（独立7年）の歴史に幕を閉じる。

旧・見立中学校（みたて）
- 1947年（昭和22年）5月 - 学制改革（六・三制の実施）により、新制中学校「岩戸村立見立中学校」が創立。岩戸村立見立小学校[3]に併設される。仲組小学校に仲組分校を併設。
- 1956年（昭和31年）10月1日 - 岩戸村の見立地区が日之影町に編入され、「日之影町立見立中学校」（最終名）に改称。
- 1957年（昭和32年）- 川の詰に新校舎が完成し、移転が完了。
- 1965年（昭和40年）4月1日 - 仲組分校が分離の上、日之影町立仲組中学校として独立。
- 1991年（平成3年）4月1日 - 閉校。44年の歴史に幕を閉じる。

旧・高松中学校（たかまつ）
- 1947年（昭和22年）5月8日 - 学制改革（六・三制の実施）により、新制中学校「岩井川村七折村組合立 高松中学校」が創立。岩井川村立高巣野小学校に併設される。
- 1949年（昭和24年）4月 - 最終所在地（大字岩井川683番地2）に校舎を新築し、移転を完了。
- 1951年（昭和26年）1月1日 - 日の影町発足により、「日の影町立高松中学校」に改称。
- 1956年（昭和31年）10月1日 - 町名改称に伴い、「日之影町立高松中学校」（最終名）に改称。
- 2005年（平成17年）3月31日 - 日之影町立日之影中学校への統合により、閉校。58年の歴史に幕を閉じる。

旧・鹿川中学校（ししがわ）
- 1947年（昭和22年）5月8日 - 学制改革（六・三制の実施）により、新制中学校「岩井川村七折村学校組合立八戸中学校 鹿川分校」が創立。七折村立鹿川小学校に併設される。
- 1949年（昭和24年）4月 - 字巻に新校舎が完成。
- 1951年（昭和26年）1月1日 - 日の影町発足により、「日の影町立八戸中学校 鹿川分校」に改称。
- 1956年（昭和31年）10月1日 - 町名改称に伴い、「日之影町立八戸中学校 鹿川分校」に改称。
- 1962年（昭和37年）4月 - 鹿川小学校の廃止により、その校舎に移転を完了。八戸中学校から分離の上、「日之影町立鹿川中学校」（最終名）として独立。
- 1994年（平成6年）3月 - 新校舎が完成。
- 2006年（平成18年）3月31日 - 日之影町立日之影中学校への統合により、閉校。59年（独立57年）の歴史に幕を閉じる。

旧・八戸中学校（やと）
- 1947年（昭和22年）5月8日 - 学制改革（六・三制の実施）により、新制中学校「岩井川村七折村組合立八戸中学校」が創立。七折村立新町小学校[4]に併設される。鹿川小学校に鹿川分校を併設。
- 1949年（昭和24年）6月 - 最終所在地に木造校舎が完成し、移転を完了。新町小学校[4]との併設を解消。
- 1951年（昭和26年）1月1日 - 日の影町発足により、「日の影町立八戸中学校」に改称。
- 1956年（昭和31年）10月1日 - 町名改称に伴い、「日之影町立八戸中学校」（最終名）に改称。
- 1962年（昭和37年）4月 - 鹿川分校が分離の上、日之影町立鹿川中学校として独立。
- 1964年（昭和39年）9月 - 八戸上神社跡を埋め立て、運動場を拡張。
- 1967年（昭和42年）2月 - 体育館が完成。
- 1970年（昭和45年）4月 - 鉄筋コンクリート造3階建ての新校舎が完成。給食調理室が完成。運動場を拡張。
- 2007年（平成19年）3月31日 - 日之影町立日之影中学校への統合により、閉校。60年の歴史に幕を閉じる。

## 部活動
運動部
- 男子バレーボール部
- 女子バレーボール部
- 男子軟式野球部
- 女子ソフトテニス部
- 陸上部
- 男子卓球部
- 男子バスケットボール部

文化部
- 吹奏楽部

## 著名な関係者
- 赤星たみこ（漫画家）

## 交通
最寄りの幹線道路
- 宮崎県道205号向山日之影線

## 周辺
- 大人歌舞伎の館（大人の読みは「おおひと」）
- 岩井川神社
- しもじゅう農産物販売所
- 五ヶ瀬川

## 参考資料
- 「日之影町史 四 資料編2 村の歴史」（1999年（平成11年）3月発行, 日之影町）p.226～p.227（八戸中学校）, p.272～p.273（鹿川中学校）, p.282（高松中学校）, p.331（日之影中学校）, p.490（仲組中学校）, p.508（見立中学校）